# Alonso (Treinta y Tres)
Alonso, también conocido como Poblado Alonso o Poblado Alonzo, es una localidad uruguaya ubicada en el departamento de Treinta y Tres.

## Ubicación
La localidad se encuentra situada en la zona central del departamento de Treinta y Tres, 8 km al norte de la ciudad de Treinta y Tres y al este de la ruta 8.

## Población
Según el censo del año 2011 la localidad contaba con una población de 14 habitantes.
| 3             | 14 |
| (Fuente: INE) |    |